# Julija Tymosjenko
Julija Tymosjenko (ukrainsk: Юлія Володимирівна Тимошенко tr. Julija Volodymyrivna Tymosjenko , russisk: Юлия Владимировна Тимошенко tr. Julija Vladimirovna Timosjenko ; født 27. november 1960, Dnipropetrovsk, Ukrainske SSR, Sovjetunionen) er en ukrainsk politiker, Ukraines premierminister  to gange: fra den 24. januar til 8. september 2005 og fra den 18. december 2007 til den 4. marts 2010. Hun er leder af det kristelige nationalliberale parti Fædrelandsforbundet, som var en del af den pro-europæiske alliance Julija Tymosjenko blokken.

## Historie
Inden hun blev Ukraines første kvindelige premierminister, var hun en af lederne af Den orange revolution, der slog igennem i 2005. Mens Viktor Jusjtjenko var præsident, blev Tymosjenko udnævnt til energiminister, med det overordnede ansvar for Ukraines energiforsyning. Hun fik tilnavnet gasprinsessen, fordi hun privatiserede store dele af Ukraines energiforsyning. I 2005 kårede Forbes Magazine Tymosjenko som den 3. mest magtfulde kvinde i verden.
Hun stillede op til præsidentvalget i 2010, hvor hun tabte til den pro-russiske Viktor Janukovitj med 45.47% mod Janukovitj 49% af stemmerne i anden runde. Hun anklagede Janukovitj for at svindle med resultatet, en anklage hun senere trak tilbage, da hun ikke mente, man kunne stole på domstolene.
Før sin politiske karriere var hun en succesfuld men kontroversiel forretningskvinde. Hun tog en økonomieksamen fra Dnipropetrovsk Universitet 1984 og gik videre til en doktorafhandling i økonomi. Efter arbejde som økonom på en fabrik i Dnipropetrovsk kom hun via videobranchen til naturgasindustrien, hvor hun tjente en formue.
Tymosjenko blev i oktober 2011 idømt syv års fængsel for magtmisbrug. Ifølge retten "gik hun ud over sine fuldmagter, da hun som premierminister indgik gaskontrakter med Rusland". Anklagemyndigheden mente kontrakterne skadede Ukraine økonomisk.
2. oktober 2013 krævede Europaparlamentet Tymosjenko løsladt.
Tymosjenko blev løsladt 22. februar 2014 efter flere dages uro i Ukraine, som kostede 77 mennesker livet. Begrundelsen for løsladelsen var, at de forhold hun var dømt for, nu var afkriminaliseret.
Julija Tymosjenko og den tidligere premierminister Pavlo Lazarenko blev 2012-13 mistænkt for involvering i mordet på Jevhen Sjtjerban, hans kone Nadia Nikitina og to andre. De betalte angiveligt for at få dem myrdet.